# Šňupací tabák

Kinetoskop, Fred Ott šňupe tabák, pořízeno v Edisonově laboratoři, 1894

Šňupací tabák je nadrcený tabák, který je místo kouření šňupán, tj. vdechován nosem.
Šňupací tabák je tabákový výrobek a obsahuje tedy nikotin. Zvláště anglický badatel, profesor Michael Russell ve svých studiích zjistil, že u šňupacího tabáku probíhá přechod nikotinu do těla značně rychle. Ale oproti kuřákům cigaret hladina nikotinu v krvi také velmi rychle klesá. Nikotin, požívaný v tak malých množstvích jako ve šňupacím tabáku, je pro lidský organismus povzbudivým prostředkem. Pouze u určitých srdečních onemocnění, u nichž je třeba opatrnost u jakýchkoli poživatin, je potřeba poradit se s lékařem.
Dá se na něm vytvořit závislost.

## Známí výrobci
- Bernard
- McChrystals
- Paul Gotard
- Pöschl Tabak
- Rosinski
- Toque
- Wilsons of Sharrow
- Red Bull